# Código Internacional Q
O Código Q é um sistema padronizado de comunicação de código de três letras (todas começando com a letra "Q") usado em transmissões de rádio, adotado internacionalmente por Forças Armadas; sinais operacionais inicialmente desenvolvida para comunicação radiotelegráfica comercial no início do séculos XX época do rádio com código Morse, e posteriormente adotada por outros serviços de rádios, especialmente o radioamadorismo. 
Apesar de os códigos Q terem sido criados quando o rádio operava exclusivamente usando o código Morse, eles continuaram a ser empregados depois da introdução das transmissões por voz. Para evitar confusão, indicativos de chamadas têm sido frequentemente limitados a restringir sinais começando com "Q" ou tendo uma sequência de três Q embutidos. Pois os códigos de QAA–QNZ são reservados para uso aeronáutico e QOA–QQZ para uso marítimo.
Para distinguir o uso do código na forma de pergunta da forma de afirmação, os operadores adicionam: prefixo de marcador de pergunta da rede militar "INT" (dit dit dah dit dah), e o sufixo morse do ponto de interrogação "UD" (dit dit dah dah dit dit). Onde "dit' representa "ponto" (um sinal curto), onde "dah" representa "traço" (um sinal longo).
"Q" não possui um significado oficial, mas é atribuído a uma palavra com valor mnemônico como "Queen", por exemplo para QFE: elevação do campo da rainha, ou "Question".

## História
O código Q, original, foi criado aproximadamente em 1909 pelo governo britânico, como uma lista de abreviações com propósito de facilitar/agilizar as comunicações entre os navios britânicos e as estações costeiras licenciadas pela Agência postal geral do Reino Unido. O código Q facilitou a comunicação entre operadores de rádios marítimos que falam línguas diferentes, por isso sua rápida adoção internacionalmente. Um total de quarenta e cinco códigos Q aparecem na "lista de abreviações para serem usadas na radiocomunicação", que foi incluída no serviço de regulamentação anexo à Terceira convenção internacional de radiotelegrafia, ocorrida em Londres e foi assinada em 5 de julho de 1912, tornando-se efetiva em 1 de julho de 1913

## Codificação
Os códigos Q de todos os serviços adotados pela convenção de 1912. Os compreendidos na faixa QAA-QNZ são reservados para uso aeronáutico; QOA-QOZ para uso marítimo; QRA-QUZ para todos os serviços (serviço de radioamador).
| Código | Pergunta | Resposta ou informação |
| ------ | --- | --- |
| QAP    | Devo escutar-te (ou escutar...) em... KHZ (MHz) - USO EXCLUSIVO DA AERONÁUTICA ou "Está na escuta?" | Escute-me (ou escute...) em... KHz (MHz) - USO EXCLUSIVO DA AERONÁUTICA "Permaneça na escuta" ou "Na escuta" |
| QAM    | Qual é a condição meteorológica? - USO EXCLUSIVO DA AERONÁUTICA | Aqui a condição meteorológia é ... - USO EXCLUSIVO DA AERONÁUTICA |
| QAR    | | "Desligar." |
| QRA    | Qual o nome da estação (indicativo)? | O meu indicativo é ... . "Nome do operador" |
| QRB    | "Qual sua distância?" a distância aproximada que o operador está da estação | A distância aproximada entre nossas estações é... milhas náuticas (ou quilômetros) |
| QRC    | Que organização particular (ou administração estadual) liquida as contas de sua estação? | A liquidação das contas da minha estação está sob o encargo da organização particular... (ou da administração estadual...) |
| QRD    | Aonde vai e de onde vem? | Vou a... e venho de... |
| QRE    | A que horas pensa chegar a... (ou estar sobre...) (lugar) | Penso chegar a...(lugar) (ou estar sobre...) às... horas. |
| QRG    | Qual é minha frequência exata (ou frequência exata de...)? a frequencia de operação | Sua frequência exata (ou frequência exata de...) é... kHz (ou... MHz). |
| QRH    | Minha frequência varia? | Sua frequência varia. |
| QRI    | Como é a tonalidade de minha estação? | A tonalidade de sua estação é: 1. Boa 2. Variável 3. Ruim |
| QRJ    | Quantas chamadas radiotelefônicas você tem para despachar? | Eu tenho ... chamadas radiotelefônicas para despachar. |
| QRK    | Qual a clareza dos meus sinais (ou de...) ? | A clareza de seus sinais (ou dos sinais de) é: 1. Ruim 2. Pobre 3. Razoável 4. Boa 5. Excelente |
| QRL    | Você está ocupado? | Estou ocupado (ou ocupado com...). Favor não interferir |
| QRM    | Está sendo interferido? | Sofre interferência (humana): 1. Nulas 2. Ligeira 3. Moderada 4. Severa 5. Extrema |
| QRN    | Está sendo perturbado por estática? | Estou sendo perturbado por estática (ruído atmosférico): 1. Não 2. Ligeiramente 3. Moderadamente 4. Severamente 5. Extremamente |
| QRO    | Devo aumentar a potência do transmissor? | Aumente a potência do transmissor. |
| QRP    | Devo diminuir a potência do transmissor? | Diminua a potência do transmissor. |
| QRQ    | Devo transmitir mais depressa? "manipular mais rápido" | Transmita mais depressa (...palavras por minuto). |
| QRR    | Está pronto para operação automática? | Estou pronto para operação automática. Transmita à... palavras por minuto. |
| QRRR   | chamada de emergência | |
| QRS    | Devo transmitir mais devagar? "manipular mais devagar" | Transmita mais devagar (... palavras por minuto). |
| QRT    | Devo cessar a transmissão? | "Cesse a transmissão", "Fora do ar" |
| QRU    | Tem algo para mim? | Não tenho nada para você. |
| QRV    | Está preparado? | "Estou preparado", ou "As ordens", "A disposição" |
| QRW    | Devo avisar a... que você o está chamando em ... kHz(ou...MHz). | Por favor, avise ... que o estou chamando em ...kHz(ou ...MHz). "Estação "X" chama em ...KHz." |
| QRX    | Quando você chamará novamente? | Eu o chamarei novamente às... horas, em ...kHz(ou ...MHz). "Espere a vez de trasmistir." |
| QRY    | Qual a minha ordem de vez? (Refere-se a comunicação) | É número ...(ou de acordo com qualquer indicação) (Refere-se a comunicação) "É a sua vez de trasmistir." |
| QRZ    | Quem está me chamando? "Quam chama?" | Você está sendo chamado por ... em... kHz (ou ... MHz). |
| QSA    | Qual a intensidade de meus sinais (ou dos sinais de...)? | A intensidade dos seus sinais (ou dos sinais de ...) é: 1. Apenas perceptível 2. Fraca 3. Satisfatória 4. Boa 5. Ótima |
| QSB    | A intensidade de meus sinais varia? | A intensidade de seus sinais varia. |
| QSC    | Sua embarcação é de carga? | Minha embarcação é de carga. |
| QSD    | Minha manipulação está defeituosa? | Sua manipulação está defeituosa. |
| QSE    | Qual o deslocamento estimado da embarcação de salvamento? | O deslocamento estimado da embarcação de salvamento é ... (números e unidades). |
| QSF    | Você realizou o salvamento? | Eu realizei o salvamento e estou seguindo para a base ... (com ... pessoas feridas necessitando ambulância). |
| QSG    | Devo transmitir ... telegramas de uma vez? | Transmita ... telegramas de uma vez. |
| QSH    | Você é capaz de retornar usando seu equipamento radiogoniométrico? | Eu sou capaz de retornar usando meu equipamento radiogoniométrico. |
| QSI    | Não consegui interromper a ... (indicativo de chamada). | Sua transmissão ou informe que não conseguir interromper sua transmissão em ...kHz (ou ... MHz). |
| QSJ    | Qual a taxa a ser cobrada para ... incluindo sua taxa interna? | A taxa a ser cobrada para ... incluindo a minha taxa interna é ... francos, ou reais, ou dólares ... ou referindo-se a um "valor em dinheiro". |
| QSK    | Pode ouvir-me entre seus sinais, em casa afirmativo, posso interromper sua transmissão? | Posso ouvi-lo entre meus sinais: pode interromper minha transmissão. |
| QSL    | Pode acusar recebimento? | "Acuso recebimento", ou "Entendido" |
| QSM    | Devo repetir o último telegrama que transmiti para você (ou algum telegrama anterior)? | Repita o último telegrama que você enviou para mim(ou telegrama(s) número(s)...). "Repita a mensagem." |
| QSN    | Escutou-me ou ...(indicativo de chamada) em ...kHz (ou ...MHz)? | Escutei-o ou ...(indicativo de chamada) em ...kHz (ou ...MHz) |
| QSO    | Pode comunicar-me diretamente (ou por retransmissão) com...? | Posso comunicar-me diretamente (ou por retransmissão) com... . "Conversa entre operadores." |
| QSP    | Quer retransmitir gratuitamente a ...? | Vou retransmitir gratuitamente a... . "Ponte" |
| QSQ    | Há médicos ou Enfermeiros a bordo ou ... (nome da pessoa) a bordo? | Há médicos ou Enfermeiros a bordo ou ... (nome da pessoa) a bordo. |
| QSR    | Devo repetir a chamada na frequência de chamada? | Repita a chamada na frequência de chamada: não ouvi você (ou há interferência). |
| QSS    | Que frequência de trabalho você usará? | Usarei a frequência de trabalho de ...kHz (normalmente basta indicar os três último algarismo da frequência). |
| QSU    | Devo transmitir ou responder nesta frequência ou em ...kHz(ou ... MHz) com emissões do tipo...? | Transmita ou responda nesta frequência ou em ...kHz(ou ... MHz) com emissões do tipo... . |
| QSV    | Devo transmitir uma série de "v" nesta frequência ou em ... kHz(ou ... MHz)? | Transmita uma série de "v" nesta frequência ou em ... kHz(ou ... MHz)? |
| QSW    | Vai transmitir nesta frequência ou em ... kHz (ou ... MHz) (com emissão do tipo ...)? | Vou transmitir nesta frequência ou em ... kHz (ou ... MHz) (com emissão do tipo ...), |
| QSX    | Quer escutar a ... (indicativo de chamada) em ... kHz ( ou ... MHz)? | Estou escutando a ... (indicativo de chamada) em ... kHz ( ou ... MHz)? |
| QSY    | Devo transmitr em outra frequência? | Transmita em outra frequência ou em ... kHz (ou... MHz). |
| QSZ    | Tenho que transmitir cada palavra ou grupo mais de uma vez? | Transmita cada plavra ou grupo duas vezes (ou ... vezes). |
| QTA    | Devo cancelar o mensagem número ...? | "Cancele o mensagem número ... .", "Cancelar mensagem." |
| QTB    | Concorda com minha contagem de palavras? | Eu não concordo com sua contagem de palavras; vou pedir a primeira letras ou dígito de cada palavra ou grupo. |
| QTC    | Quantos recados para transmitir? | Tenho ... recado transmitir (ou para ...). "Mensagem" |
| QTD    | O que recolheu o barca ou a aeronave de salvamento? | ... (identificação) recolheu: 1. ... (número) sobreviventes. 2. ... restos de naufrágio. 3. ... (número) de cadáveres |
| QTE    | Qual a minha orientação com relação a você? ou Qual a minha orientação com relação a ... (indicativo de chamada) | Sua orientação verdadeira com relação a mim é... grau as... horas ou A orientação verdadeira de ...(indicativo de chamada) com relação a ... (indicativo de chamada) era de ... grau as ... horas.                                                  |
| QTF    | Quer indicar a posição de minha estação de acordo com as orientações tomadas pelas estações refiogoniométricas que você controla? | A posição de sua estação de acordo com as orientações tomadas pelas estações radiogoniométricas que, eu controlo era ... latitude, ... longitude, (ou outra indicação de posição) tipo... às ... horas.                                             |
| QTG    | Quer transmitir dois traços de 10 segundos cada, seguidos de seu indicativo de chamada (repetindo ... vezes) em kHz(ou ...MHz)? Quer pedir dois traços de 10 segundos cada, seguidos de seu indicativo de chamada (repetindo ... vezes) em kHz(ou ...MHz)? | Vou transmitir dois traços de 10 segundos cada, seguidos de seu indicativo de chamada (repetindo ... vezes) em kHz(ou ...MHz). Pedi dois traços de 10 segundos cada, seguidos de seu indicativo de chamada (repetindo ... vezes) em kHz(ou ...MHz). |
| QTH    | Qual é seu local endereço posição em latitude e longitude (ou de acordo com qualquer outra indicação)? | Meu local de endereço posição é ... de latitude, ... de longitude (ou outra indicação). "Localização" |
| QTI    | Qual é o seu rumo VERDADEIRO? | Meu rumo VERDADEIRO é ... graus. |
| QTJ    | Qual a sua velocidade (refere-se à velocidade de um navio ou aeronave com relação à água ou ar, respectivamente). | Minha velocidade é de ... nós (ou quilômetros por horas, ou milhas por hora). (indique a velocidade de um navio ou aeronave através da água ou ar, respectivamente).                                                                                |
| QTK    | Qual a velocidade de sua aeronave com relação à superfície terrestre? | A velocidade de minha aeronave com relação à superfície terrestre ér ... nós (ou quilômetros por horas, ou milhas terrestres por hora). |
| QTL    | Qual o seu rumo VERDADEIRO? | Meu rumo VERDADEIRO é ... graus. |
| QTM    | Qual é o seu rumo MAGNÉTICO? | Meu rumo MAGNÉTICO é ... graus. |
| QTN    | A que horas saiu de ... (lugar)? | Saí de ... (lugar) às ... horas. |
| QTO    | Pode comunicar-se com minha estação por meio de código internacional de sinais? | Vou comunicar-me com sua estação por meio de código internacional de sinais. |
| QTR    | Qual é a hora certa? | A hora certa é ... horas. "Hora exata." |
| QTS    | Quer transmitir seu indicativo de chamada para sintonizar ou para que sua frequência possa ser medida agora (ou às ... horas) em ... kHz (ou MHz)? | Vou transmitir meu indicativo de chamada para sintonizar ou para que sua frequência possa ser medida agora (ou às ... horas) em ... kHz (ou MHz).                                                                                                   |
| QTT    | | O sinal de identificação que segue se sobrepõe à outra emissão. |
| QTU    | Qual é o horário de funcionamento de sua estação? | O horário de funcionamento da minha estação é ... horas. "Hora." |
| QTV    | Devo fazer escuta por você na frequência de ... kHz (ou ... MHz) das ... às ... horas? | Faça escuta por você na frequência de ... kHz (ou ... MHz) das ... às ... horas. |
| QTW    | Como se encontra os sobrevivente? | Os sobreviventes se encontras em ... condições e precisam urgentemente ... |
| QTX    | Quer manter sua estação aberta para nova comunicação comigo até que eu o avise(ou até às... horas)? | Vou manter minha estação aberta para nova comunicação com você até que me avise (ou até às ... horas) |
| QTY    | Você está seguindo para o lugar do acidente? Caso afirmativo, quando espera chegar? | Estou seguindo para o lugar do acidente e espero chegar às ... horas em ... (data). |
| QTZ    | Você continua a busca? | Continuo a busca de ... (aeronave, navio, dispositivo de salvamento, sobreviventes ou destroços). |
| QUA    | Tem notícias de ... (indicativo de chamada)? | Envio notícias de ...(indicativo de chamada). |
| QUB    | Pode dar-me na seguinte ordem, informações sobre: a direção em graus VERDADEIROS e velocidade do vento na superfície; visibilidade; condições meteriológicas atuais; quantidade, tipo e altura das nuvens sobre a superfície em ... (lugar de observação)? | Envio informações solicitadas: (As unidades usadas para velocidade e distâncias devem ser indicadas). |
| QUC    | Qual é o número (ou outra estação) da última mensagem qe você recebeu de mim ou de ... (indicativo de chamada)? | O número (ou outra estação) da última mensagem recebida de você ou de ... (indicativo de chamada) é ... . |
| QUD    | Recebeu o sinal de urgência transmitido por ... (indicativo de chamada da estação móvel)? | Recebi o sinal de urgência transmitido por ... (indicativo de chamada da estação móvel) às ... horas. |
| QUE    | Pode usar telefonia tem ... (idioma) por meio de intérprete, se possível, em quaisquer frequência? | Posso usar telefonia em ... (idioma) em ... kHz (ou ... MHz). |
| QUF    | Recebeu o sinal de perigo transmitido por ... (indicativo de chamada da estação móvel)? | Recebi o sinal de perigo transmitido por ... (indicativo de chamada da estação móvel)? |
| QUH    | Quer dar-me a pressão barométrica atual ao nível do mar? | A pressão barométrica atual ao nível do mar é ...(unidades). |
| QUI    | Suas luzes de navegação estão acesas? | Minhas luzes de navegação estão acesas |
| QUJ    | Quer indicar o rumo VERDADEIRO para chegar a você (ou ...)? | O rumo VERDADEIRO para me alcançar (ou ...) ... graus às ... horas. |
| QUK    | Pode me informar as condições do mar observada em ... (lugar ou coordenadas)? | O mar em ... (lugar ou coordenadas) está ... . |
| QUL    | Pode me informar as vagas observadas em ... (lugar ou coordenadas)? | As vagas em ... (lugar ou coordenadas) são ... . |
| QUM    | Posso recomeçar tráfego normal? | Pode começar tráfego normal. |
| QUN    | Solicito às embarcações que se encontram em minhas proximidades imediatas ou (nas proximidades de ... latitude e ... longitude) ou (nas proximidades de ... ) favor indicar rumo VERDADEIRO e velocidade.                                                  | Minha posição, rumo VERDADEIRO e velocidade são ... . |
| QUO    | Devo efetuar busca de: 1. aeronave 2. navio 3. embarcação de salvamento nas proximidades de ... latitude, ... longitude (ou de acordo com qualquer outra indicação) ?                                                                                      | Efetue busca de: 1. aeronave 2. navio 3. embarcação de salvamento nas proximidades de ... latitude, ... longitude (ou de acordo com qualquer outra indicação).                                                                                      |
| QUP    | Quer indicar sua posição por meio de: 1. refletores 2. rastro de fumaça 3. sinais pirotécnicos? | Estou indicando minha posição por meio de: 1. refletores 2. rastro de fumaça 3. sinais pirotécnicos? |
| QUQ    | Devo orientar meu refletor quase verticalmente para uma nuvem, piscando se possível e, caso aviste sua aeronave, dirigir o facho contra o vento e sobre a água (ou solo) para facilitar seu pouso?                                                         | Por favor, orientar seu refletor quase verticalmente para uma nuvem, piscando se possível e, caso aviste sua aeronave, dirigir o facho contra o vento e sobre a água (ou solo) para facilitar meu pouso.                                            |
| QUR    | Os sobreviventes: 1. Receberam equipamentos salva-vidas? 2. Foram recolhidos por embarcação de salvamento? 3. Foram encontrados por grupo de salvamento de terra?                                                                                          | Os sobreviventes: 1. Receberam equipamentos salva-vidas? 2. Foram recolhidos por embarcação de salvamento? 3. Foram encontrados por grupo de salvamento de terra.                                                                                   |
| QUS    | Você avistou sobreviventes ou destroços? Em caso afirmativo, em que posição? | Avistei: 1. sobreviventes na água; 2. sobreviventes em balsas; 3. destroços na latitude ..., longitude ... (ou de acordo com qualquer outra informação).                                                                                            |
| QUT    | Foi marcado o local do acidente? | A posição do acidente está marcada por: 1. balsa flamígena ou fumígena; 2. bóia; 3. produto corante; 4. ... (especificar qualquer outro sinal) |
| QUU    | Devo dirigir o navio ou aeronave para minha posição? | Dirija o navio ou aeronave (indicativo de chamada)? 1. para sua posição transmitindo seu indicativo de chamada e traços longos em ... kHz (ou ... MHz); 2. transmitindo em ... kHz (ou MHz) o rumo verdadeiro para chegar a você.                   |
| QUW    | Você está na área de busca designada como ... nome da zona ou latitude e longitude) ? | Estou na área de busca (designação). |
| QUY    | Foi marcada a posição da embarcação de salvamento? | A posição da embarcação de salvamento foi marcada às ... horas por: 1. baliza flamígena; 2. bóia; 3. produto corante; 4. ...(especificar qualquer outro sinal).                                                                                     |
| TKS    | "Obrigado" (do inglês: Thanks) | obrigado |
| VTR    | "Viatura" | |
| NIL    | "Nada", ou "Sem … ." | |

## Uso atual
Ao longo dos anos, modificações foram feitas no código Q original para refletir as mudanças na prática da rádio comunicação. Na lista internacional original, por exemplo, QSW/QSW significava "Devo aumentar/diminuir minha frequência de centelha?", no entanto, transmissores de centelhas (spark-gap transmitter em inglês), foram banidos nos Estados Unidos em 1920, resultando em um significado obsoleto daqueles códigos. Mais de cem códigos Q foram listados no ''Post Office Handbook for Radio Operators'' produzido pelo ministério de postagens e telecomunicações do Reino Unido nos anos de 1970, tal material aborda assuntos como meteorologia, direcionamento de rádio localização, procedimentos de rádio, busca e salvamento, e assim por diante.

### Uso na aviação
Na aviação foi definido o uso do QAA-QNZ, mais comumente é usado QNE, QNH e QFE que fazem referencia a ajustes de altímetros em relação ao solo, nível médio do mar e pressão local, além dos códigos QDM e QDR que correspondem a radionavegação aérea. Tais códigos são usados em fonias com órgãos de controle de tráfego aéreo como uma abreviação inequívoca, onde segurança e eficiência são de vital importância.

### Uso marítimo
Entre os códigos QOA-QOZ são reservados ao uso marítimo, porém com o desuso do código Morse, tais código não são usados mais nos dias atuais.

### Uso militar
Muitas organizações militares e outras que usam o código Morse adotaram também códigos adicionais, como o código Z usado pela maioria dos países europeus e da OTAN, este adiciona comandos e perguntas adaptados para transmissões de rádio militares, por exemplo, "ZBW 2", que significa "mudar para a frequência de backup número 2" e "ZNB abc", que significa "meu checksum é abc, qual é o seu?". Foi originalmente desenvolvido pela Cable & Wireless Ltd (Cable & Wireless Service Z-Code) para comunicações comerciais, adaptado pela OTAN mais tarde para uso e necessidades militares.